# بنك الاستثمارات العامة
بنك الاستثمارات العامة (المعروف أيضًا باسم Bpifrance) هو بنك استثماري فرنسي. لقد كان مشروعًا مشتركًا بين كيانين عامين هما: صندوق الإيداع والازدحام و «ايبك بي بي أي فرانس». (مثلا «ايبك أو اس أي أو») كان البنك المركزي تحت إشراف البنك مباشرة بسبب حجمه.

## الشركات التابعة
- بنك الاستثمارات العامة للتمويلات (90٪) (السابقين أو اس أي أو)
  - بيفيرانس ريجيونس (99٪)
- مشاركات بيبفرانس (100٪) (سابقًا إستراتيجية الاستثمار)
  - بنك الاستثمارات العامة للاستثمارات (100٪) (مثل شركات سي دي سي السابقة)
  - أورنج (شارك مع وكالة مشاركات الدولة كأكبر المساهمين (23.04٪)، والباقي يطفو علانية) [8][9]
  - اف تي 1 سي أي (79.2 ٪، والباقي يملكه وكالة فرنسية أخرى لجنة الطاقات البديلة الفرنسية والطاقة الذرية) [10]
    - إس تي ميكروإلكترونكس القابضة (50٪ ؛ مشروع مشترك مع الحكومة الإيطالية)
      - إس تي ميكروإلكترونكس (27.6٪ كأكبر مساهم، والباقي يطفو علنًا)

  - أريفا (3.32 ٪) [11]
- فالوريك (7.10 ٪ كأكبر مساهم) [12]
- مجموعة بي أس إيه (12.7 ٪) [13]

## روابط خارجية
- الموقع الرسمي